# Ford B-Series
Ford B-Series — серия школьных автобусов, выпускаемых Ford Motor Company с 1948 по 1998 год. Базовой моделью стал полноразмерный пикап Ford F-Series.

## История
Автобус Ford B-Series был представлен в 1948 году. В основе его конструкции лежало шасси Ford F-Series.
С 1953 года использовалась трёхзначная номенклатура (B-600, B-700 и B-800). До 1991 года модификации с дизельными двигателями обозначались дополнительным индексом 0.
Производство завершилось в 1998 году.

## Первое поколение (1948—1952)

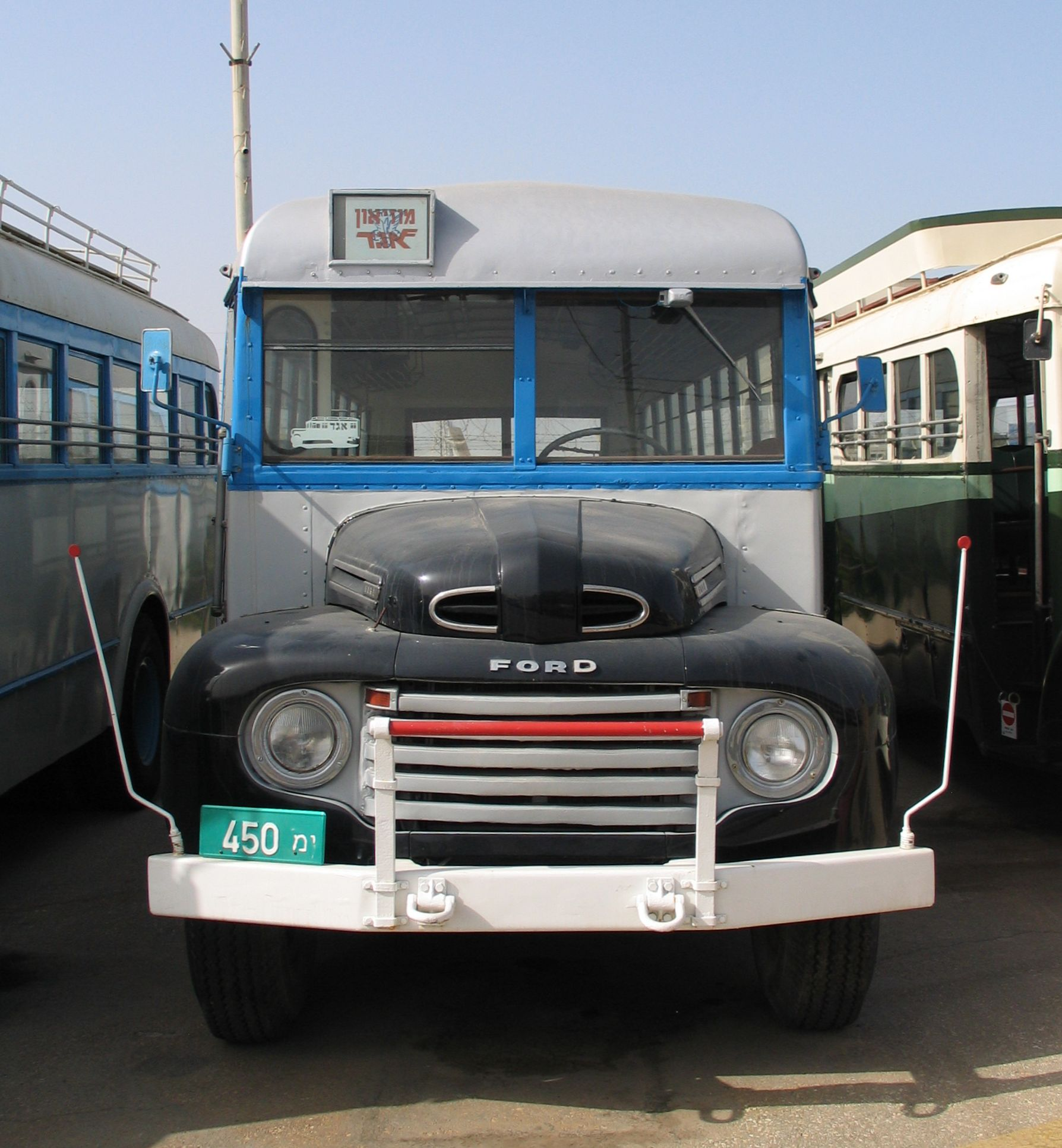
1948—1951 Ford B-Series

Первое поколение автобусов Ford B-Series выпускалось с 1948 по 1952 год. В 1951 году автобус прошёл рестайлинг.

### Двигатели
| Двигатель   | Объём    | Годы производства | Топливо    | Column                    |
| ----------- | -------- | ----------------- | ---------- | ------------------------- |
| Rouge I6    | 3700 см3 | 1948—1953         | Бензиновое | 3-скор. МКПП 4-скор. МКПП |
| Rouge I6    | 4200 см3 | 1948—1953         | Бензиновое | 3-скор. МКПП 4-скор. МКПП |
| Flathead V8 | 3900 см3 | 1948—1953         | Бензиновое | 3-скор. МКПП 4-скор. МКПП |

## Второе поколение (1953—1956)
Второе поколение автобусов Ford B-Series выпускалось с 1953 по 1956 год. В 1954 году автобус прошёл рестайлинг.

## Четвёртое поколение (1961—1966)

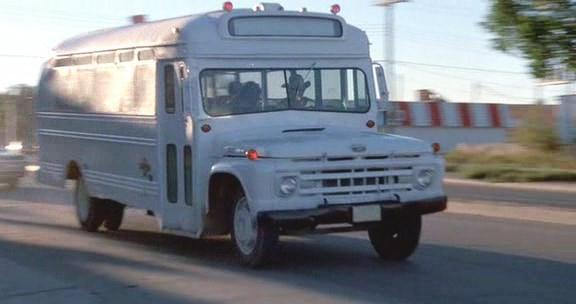
1961 Ford B Series

## Пятое поколение (1967—1979)

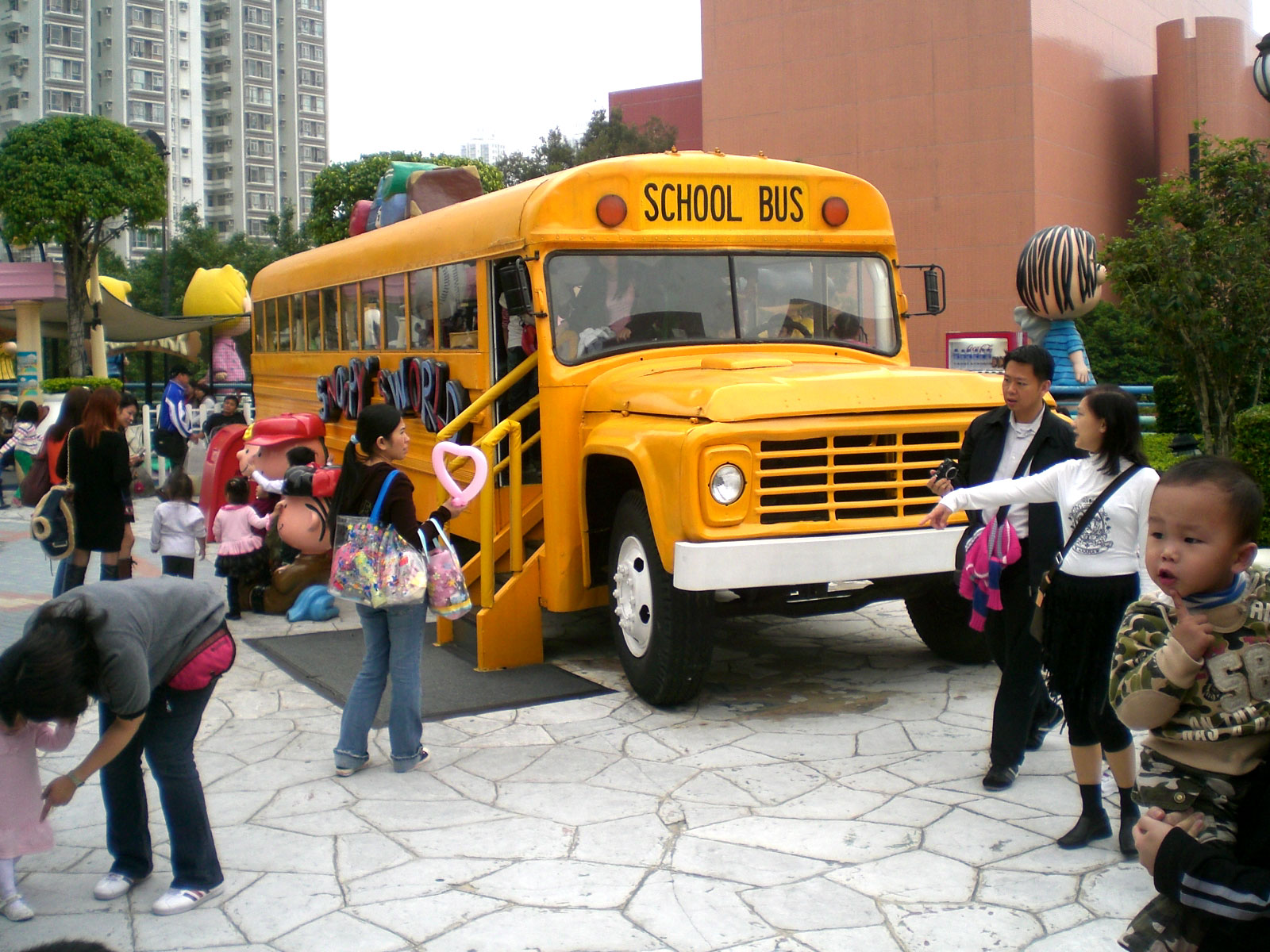
1967 Ford B-Series

## Третье поколение (1957—1960)

1958–1960 Ford B-Series

Третье поколение автобусов Ford B-Series выпускалось с 1957 по 1960 год. В 1958 году автобус прошёл рестайлинг.

## Шестое поколение (1980—1998)

### Галерея

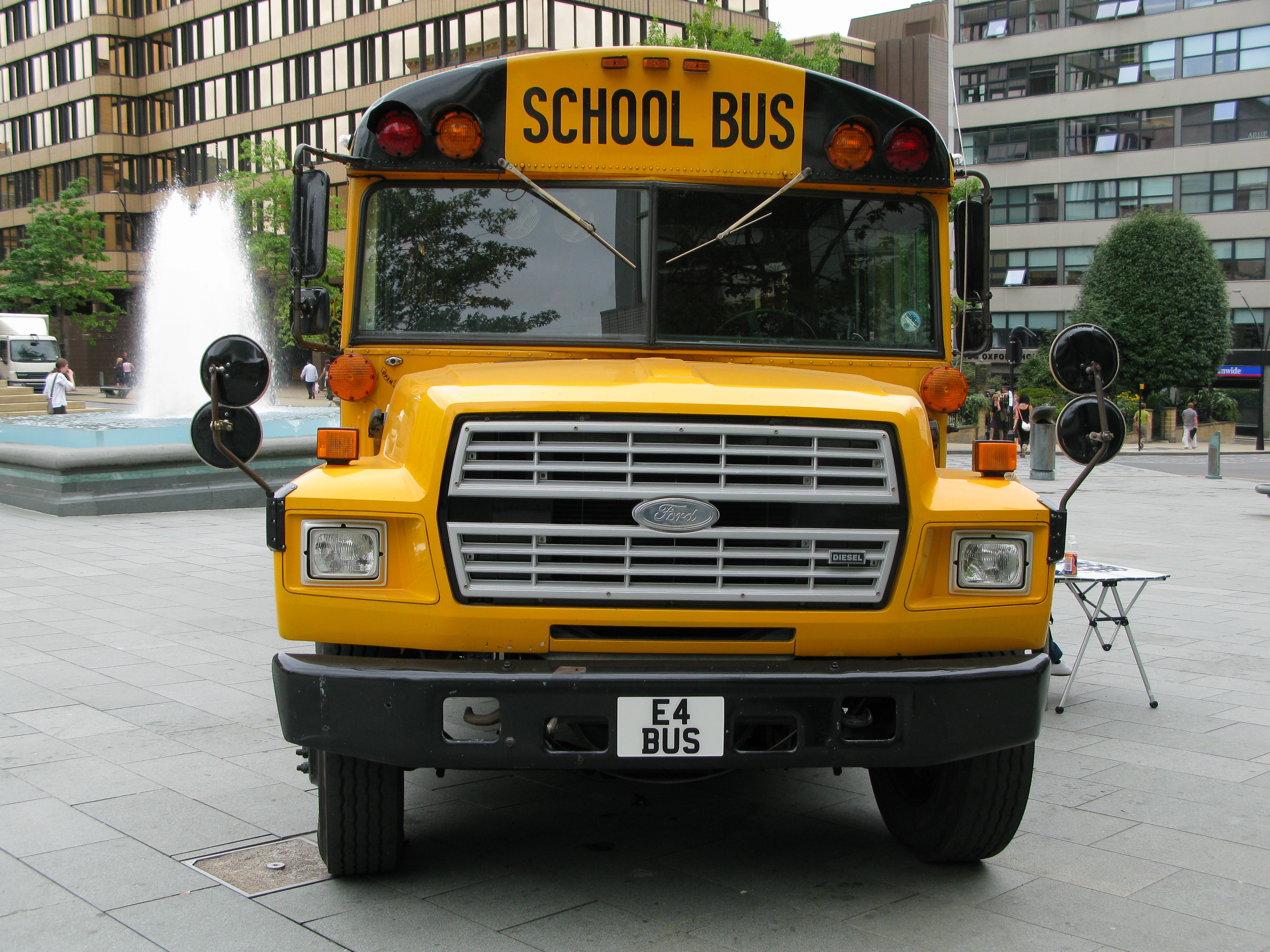
1980—1994 Ford B-Series
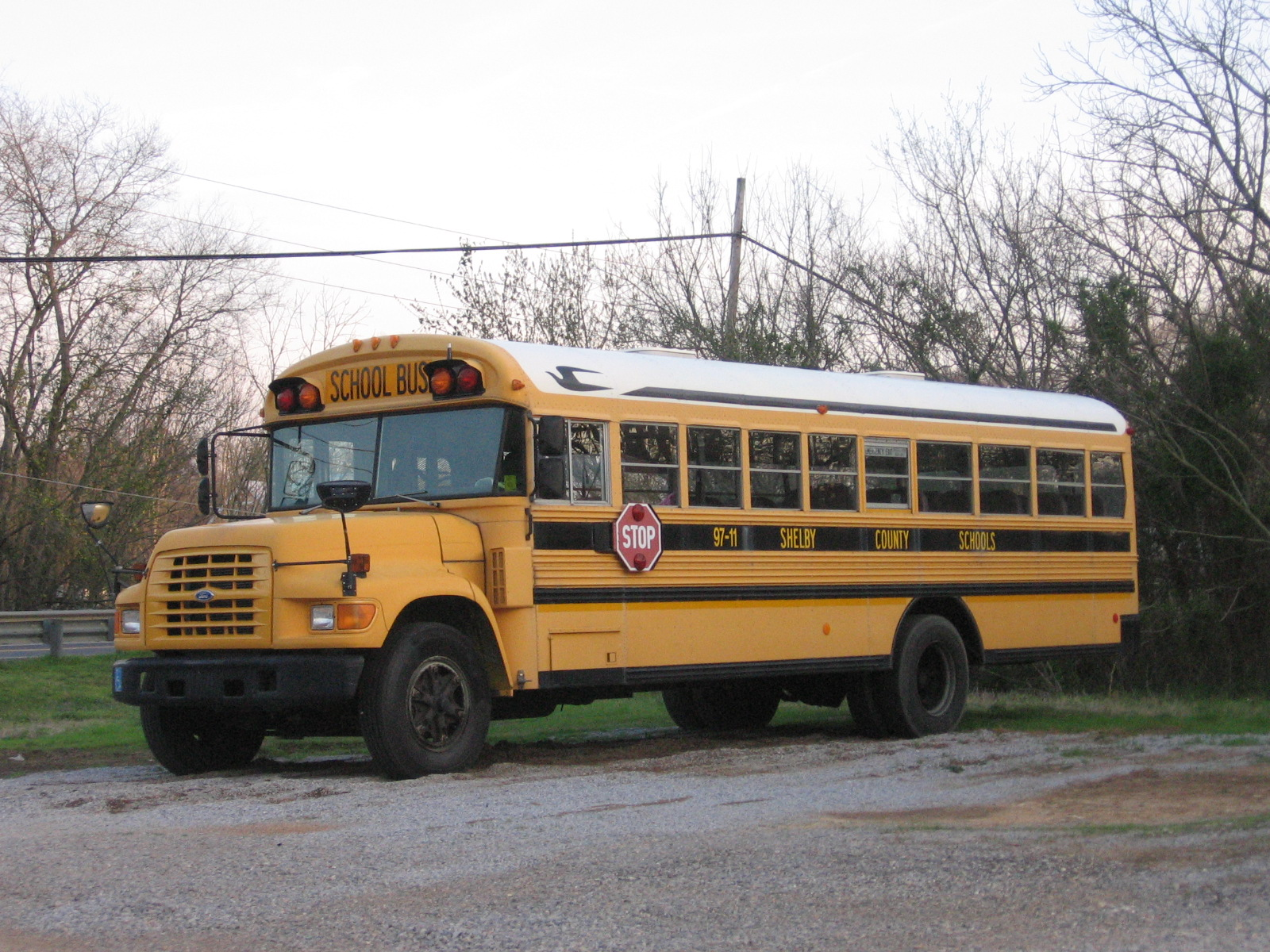
1997 Ford B-Series